# Horst Lieder
Horst Lieder es un deportista alemán que compitió para la RFA en judo. Ganó una medalla de bronce en el Campeonato Europeo de Judo de 1965, en la categoría de +93 kg amateur.

## Palmarés internacional
| Campeonato Europeo | Campeonato Europeo | Campeonato Europeo | Campeonato Europeo |
| Año                | Lugar              | Medalla            | Categoría          |
| ------------------ | ------------------ | ------------------ | ------------------ |
| 1965               | Madrid (España)    | Medalla de bronce  | +93 kg (A)         |